# Заболотье (Брянская область)
Заболотье —поселок в Стародубском муниципальном округе Брянской области.

## География
Находится в южной части Брянской области на расстоянии приблизительно 15 км на восток-северо-восток по прямой от районного центра города Стародуб.

## История
Основан с середине 1920-х годов. В середине XX века работал колхоз «Завет Ильича». На карте 1941 года показан как поселение с 27 дворами. До 2020 года входил в состав Десятуховского сельского поселения Стародубского района до их упразднения.

## Население
Численность населения: 7 человек в 2002 году (русские 100 %), 2 в 2010.